# Kucsera Géza (politikus)
Kucsera Géza (Udvarszállás, 1948. szeptember 20. –) vajdasági magyar politikus.

## Élete
2003-ban a szabadkai képviselő-testület elnöke, majd 2004-től Szabadka Önkormányzat polgármestere. Tagja a Vajdasági Magyar Szövetségnek, ahol főleg az oktatás terén tevékenykedik.

## Külső hivatkozások
- Kucsera Géza lett Szabadka polgármestere, origo.hu, 2004